# Jeff Fortenberry

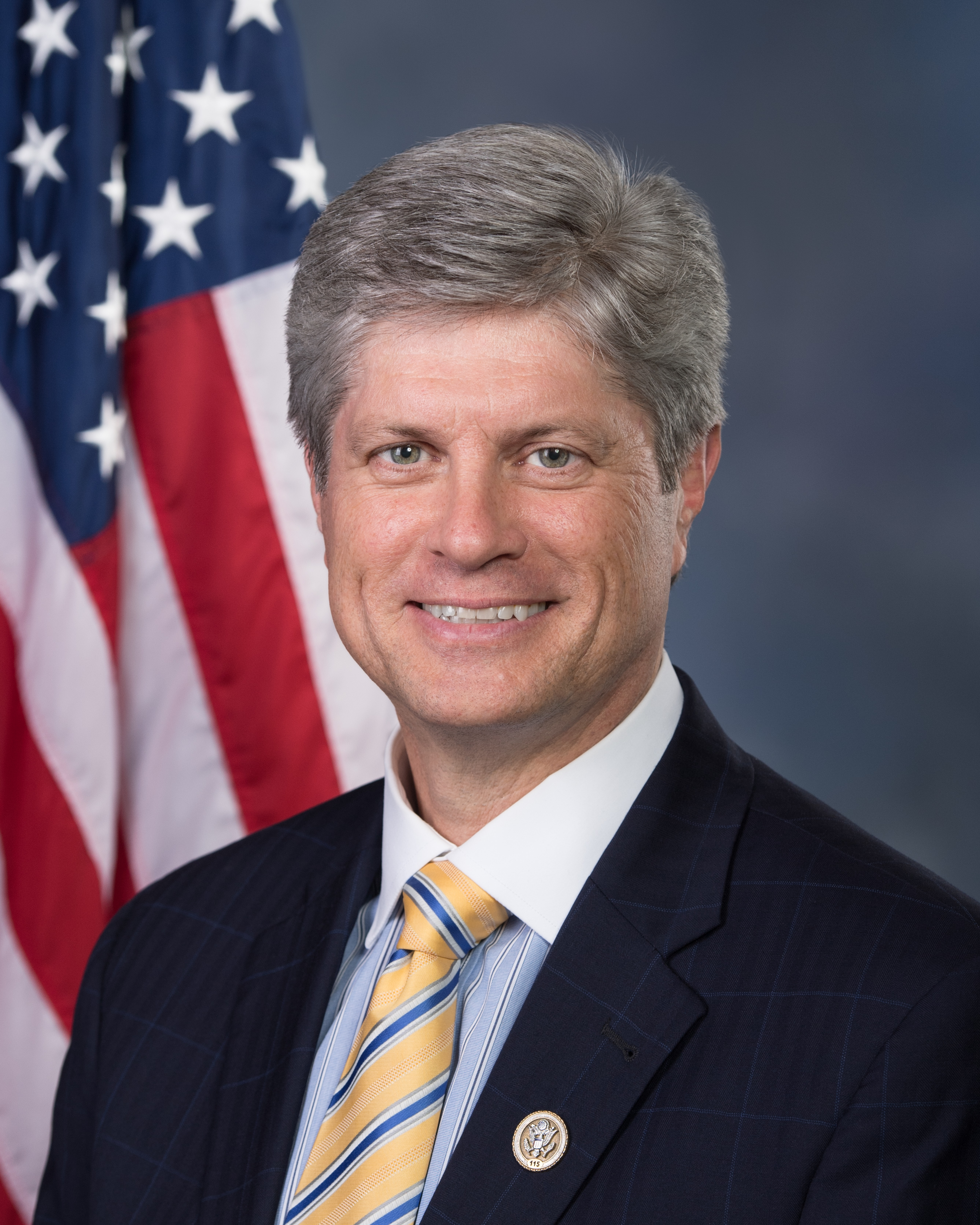
Jeff Fortenberry (2018)

Jeffrey Lane „Jeff“ Fortenberry (* 27. Dezember 1960 in Baton Rouge, Louisiana) ist ein US-amerikanischer Politiker der Republikanischen Partei. Zwischen Januar 2005 und März 2022 vertrat er den ersten Distrikt des Bundesstaats Nebraska im US-Repräsentantenhaus.

## Werdegang
Jeff Fortenberry besuchte nach der Grundschule bis 1982 die Louisiana State University, wo er Wirtschaft studierte. Danach studierte er bis 1986 an der Georgetown University in Washington Politik und abschließend an der Franciscan University in Steubenville (Ohio) Theologie.
Politisch ist er Mitglied der Republikanischen Partei. Von 1997 bis 2001 war er Mitglied im Stadtrat von Lincoln in Nebraska, wohin er inzwischen gezogen war. Im Jahr 2004 wurde er im ersten Wahlbezirk von Nebraska in das US-Repräsentantenhaus gewählt, wo er seinen Staat seit dem 3. Januar 2005 vertrat. Bei den Wahlen selbst musste er sich innerhalb seiner Partei gegen sechs Mitbewerber durchsetzen, ehe er dann mit 11 % Vorsprung bei den eigentlichen Wahlen gegen den Demokraten Matt Connealy gewann.
Fortenberry gilt als konservativ und gehörte innerhalb seiner Fraktion dem Republican Study Committee an. Er setzte sich unter anderem für ein Verbot von Online-Poker und anderen Glücksspielen im Internet ein. Am 31. März 2022 trat Fontenbery von seinem Amt zurück, nach einer Verurteilung wegen Falschaussagen gegenüber einem Bundesbeamten. Er wurde in diesem Prozess zu 2 Jahren Haft auf Bewährung, 25.000 US-$ Strafzahlung und 320 Stunden Sozialarbeit verurteilt. Er hatte 2016 über Strohmänner insgesamt 30.000 US-$ Wahlkampfspenden vom nigerianischen Milliardär Gilbert Chagoury erhalten. Spenden durch Ausländer an Kandidaten für Ämter auf Bundesebene sind jedoch verboten.
Jeff Fortenberry ist mit Celeste Gregory verheiratet, mit der er fünf Kinder hat. Privat wohnt er noch immer in Lincoln.

## Ausschüsse
Flood war zuletzt Mitglied in folgenden Ausschüssen des Repräsentantenhauses:
- Committee on Appropriations
  - Agriculture, Rural Development, Food and Drug Administration, and Related Agencies (Ranking Member)
  - State, Foreign Operations, and Related Programs